# Toyota (Giappone)
Toyota (豊田市?, Toyota-shi) è una città del Giappone nella prefettura di Aichi.
La municipalità, un tempo nota come Koromo, prende il nome dall'azienda multinazionale Toyota che vi ha sede legale.

## Storia
Koromo (挙母町?), nome con cui era nota nel passato la città di Toyota, era un importante centro di produzione della seta, e si trovava nell'antica provincia di Mikawa.
Il suo sviluppo ebbe luogo nel periodo compreso tra l'era Meiji e il periodo Taishō ma, con il calare della domanda di seta grezza in Giappone e all'estero, la città entrò in una fase di graduale declino verso il 1930.
La crisi tessile incoraggiò il locale imprenditore Kiichirō Toyoda, cugino di Eiji Toyoda, a cercare un'alternativa all'attività familiare che produceva telai automatici. Puntò sulla produzione di autoveicoli, fondando nel 1933 quella che diverrà poi conosciuta come Toyota Motor Corporation.
La società, a partire dal secondo dopoguerra, diventò uno dei più grandi produttori di automobili del mondo. A seguito della grande espansione economica dell'azienda, la città mutò il proprio nome in Toyota nel 1959.
Il clan Matsudaira, di cui era membro Tokugawa Ieyasu, capostipite della dinastia dei quindici shogun Tokugawa, era originario del villaggio omonimo, ora parte della città.
Il 1º aprile 2005, i comuni limitrofi di Fujioka e Obara del distretto di Nishikamo, e l'intero distretto di Higashikamo, comprendente le municipalità di Asuke, Shimoyama, Asahi e Inabu, furono incorporati nella municipalità di Toyota.
Dal 25 marzo al 25 settembre 2005 Toyota e la città di Seto ospitarono parte dell'Expo 2005, la cui sede principale era nella vicina Nagakute.

## Amministrazione

### Gemellaggi
Toyota è gemellata con:
- Detroit, dal 1960[1]
- Derby, dal 1998[2]